# 短筒朱顶红
短筒朱顶红（学名：Hippeastrum reginae）是朱顶红属的模式种，分布于委内瑞拉、玻利维亚、秘鲁和巴西。它最初由卡尔·林奈命名时属于孤挺花属，即短筒孤挺花（Amaryllis reginae），后由威廉·赫伯特挪入朱顶红属。其叶片长约45厘米，宽3厘米，每次开2至4朵花。